# 영국 해협 항구 정리
영국 해협 항구 정리는 오버로드 작전과 노르망디 돌파 이후 1944년 8월 제1캐나다군에 의해 수행된 서부 전선의 주요 작전 중 하나이다. 캐나다군의 진군은 노르망디에서 벨기에의 스헬더강까지 이어졌다. 이 과정에서 그들은 연합군에 물자를 수송하고 독일군 V-1 비행폭탄 발사지역들을 정리하기 위해 영국 해협에 위치한 여러 항구들을 점령할 필요가 있었다. 대부분의 진격 동안 독일 제15군이 영국 제2군의 급속한 진격으로 인해 측면 공격과 고립을 우려하여 경미하고 간헐적으로 저항했고, 이후 스헬더 강 일대로의 질서있는 철수를 시행했다.
9월 4일부로 아돌프 히틀러의 요새화 명령으로 인해 대부분의 항구에서 연합군에 저항을 시도했다. 르아브르, 불로뉴, 칼레는 대규모 전면전으로 인해 항복했다. 됭케르크에서의 공세는 취소되었는데, 이는 스헬더 강 전투에서 제1캐나다군이 안트베르펜 항구와 스헬더 강 입구를 정리했기 때문에 됭케르크의 중요성이 상대적으로 떨어졌기 때문이다. 디에프와 오스텐더는 저항 없이 점령했다.

## 참고
- Stacey, C. P. “PART IV: First Canadian Army in the Pursuit (23 Aug – 30 Sep) (Report 183)” (PDF). 《Canadian Participation in the Operations in North West Europe, 1944》. Historical section, Canadian Military Headquarters. 2016년 3월 3일에 원본 문서 (PDF)에서 보존된 문서. 2009년 12월 17일에 확인함.
- Stacey, Colonel Charles Perry; Bond, Major C. C. J. (1960). 〈XIV; Clearing the Coastal Belt and the Ports, September 1944〉 (PDF). 《The Victory Campaign: The Operations in North-West Europe 1944–1945》 (PDF). Official History of the Canadian Army in the Second World War III online판. The Queen's Printer and Controller of Stationery Ottawa. OCLC 256471407. 2020년 12월 21일에 원본 문서에서 보존된 문서. 2016년 10월 11일에 확인함.
- Stacey, C. P. (1966). “Chapter XII: The Campaign in North-West Europe: The Battle of Normandy, June–August 1944”. 《Official History of the Canadian Army》. Department of National Defence. 2010년 7월 6일에 원본 문서에서 보존된 문서. 2010년 1월 12일에 확인함.